# Алва (остров)
А́лва (англ. Ulva, гэльск. Ulbha) — остров в архипелаге Внутренние Гебридские острова, область Аргайл и Бьют, Шотландия, Великобритания.

## Этимология
Происхождение названия острова достоверно неизвестно. По наиболее правдоподобной гипотезе (Сэмюэл Джонсон, «Путешествие на западные острова Шотландии», 1775) оно в переводе с древнескандинавского означает «Волчий остров». Официальный сайт острова и туристические путеводители приводят более красивую версию:
Разведчик, посланный на берег, вернулся со словами Ullamhdha, что на языке викингов означало «Никого нет дома».
 Р. У. Манро и Алан Маккуарри (1996) заявляют, что тот разведчик произнёс Ullamh dha, что на гэльском языке означает «[остров] готов для него [вождя викингов]».

## География

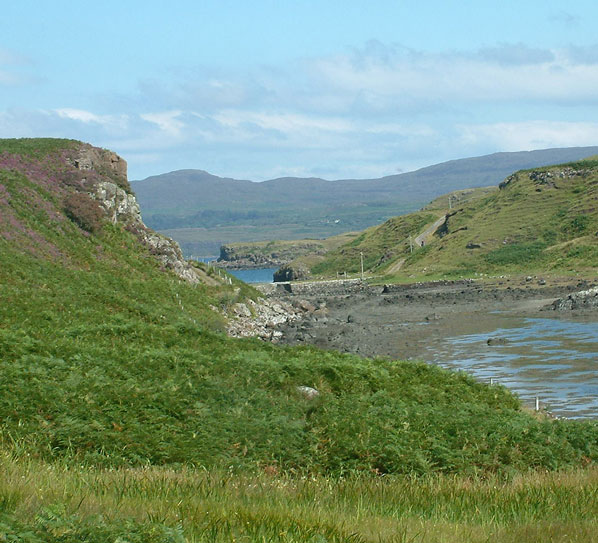
Острова Алва (справа) и Гометра соединены мостом

Остров вытянут с запада на восток примерно на 7 километров, с юга на север — примерно на 3 километра, его площадь составляет 19,9 км², высшая точка — 313 метров над уровнем моря. С севера, востока и юга остров Алва окружает остров Малл — с востока расстояние между ними составляет всего 200 метров, там действует регулярное паромное сообщение. В полутора километрах к юго-западу расположен островок Литл-Колонсей, а с запада, на расстоянии всего 30 метров (во время прилива) находится остров Гометра, Гометра и Алва соединены друг с другом мостом, но во время отлива можно перейти и посуху.

## Геология
Бо́льшая часть острова сложена из базальта, который местами образует причудливые колонны. Преобладающий тип местности — вересковая пустошь. Высшая точка острова — гора Beinn Chreagach (313 метров над уровнем моря), соседняя гора Beinn Eoligarry чуть ниже — 306 метров.

## История

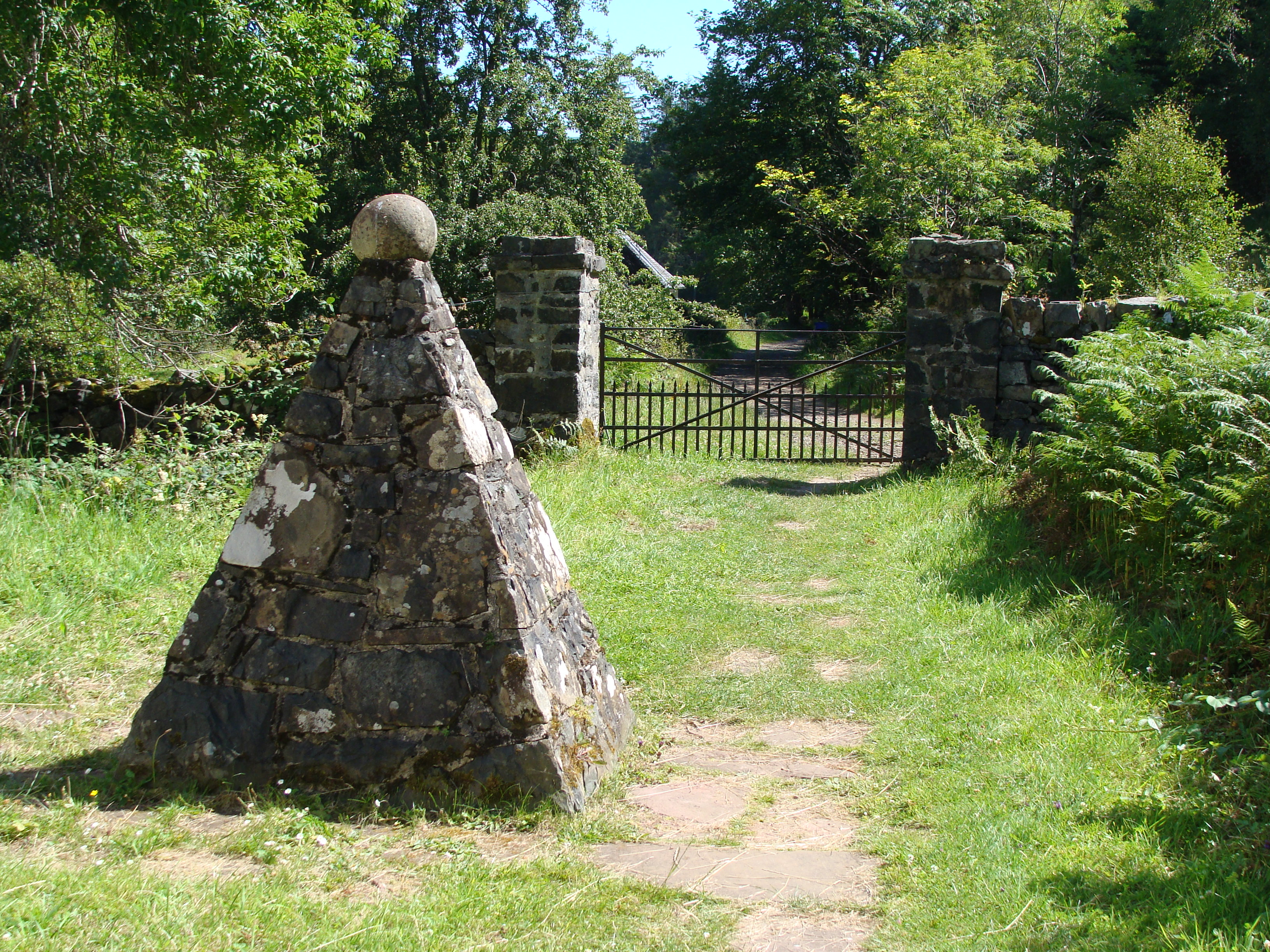
На церковном дворе

На острове найдены свидетельства, что люди заселили его ещё в мезолите. В пещерах были найдены кучи обожжённых панцирей устриц, датируемые серединой шестого тысячелетия до нашей эры, несколько менгиров, поставленных в середине второго тысячелетия до нашей эры. Найденные кремни и младенческие скелеты находились в одном слое со скелетами леммингов и песцов, что свидетельствует о том, что тогда здесь был гораздо более суровый климат. Также найдены остатки двух дунов. Жители Алвы одними из первых в Северной Шотландии познакомились с христианством, в частности, известно, что в 563 году остров посетил ирландский монах-проповедник Колумба. Позже Алву заселили пикты, остров стал частью королевства Дал Риада, а затем вошёл в Королевство Островов. В Раннем Средневековье остров находился под властью скандинавов. В X веке Алва перешла во владение клана Маккуарри (контролировали остров вплоть до середины XIX века), была диоцезом Содора и Мэна и Аргайла.
Население острова росло и, в период максимального расцвета на рубеже XVIII и XIX веков, составляло около 800 человек, однако в 1835 (1845?) году у Алвы, как и у нескольких соседних островов, появился новый хозяин — юрист Фрэнсис Уильям Кларк, который был ярым сторонником идеи депортации шотландских горцев, из-за чего население острова резко пошло на убыль. В XIX веке основной статьёй дохода островитян был сбор, обработка и экспорт ламинарии. Например, с 1817 по 1828 год на острове было собрано не менее 256 тонн этих водорослей. В 1837 году на острове насчитывалось 16 поселений, там жили торговцы, плотники, портные, ткачи.
Потомки Кларка владели островом до 1945 года, после чего продали его леди Эдит Конглтон. По состоянию на 2014 год островом владеют её потомки, семья Говард.

## Демография
- 1841 год — 859 человек (Алва и Гометра), на Алве — 570 человек
- 1848 год — 150 человек (такое резкое снижение численности населения связано с репрессиями Ф. У. Кларка и неурожаем картофеля (см. Highland Potato Famine[англ.]) — основной пищи островитян)
- 1889 год — 83 человека (Алва и Гометра), на Алве — 53 человека[7]
- 1981 год — 13 человек[8]
- 1991 год — 30 человек (11 домохозяйств)[8]
- 2001 год — 16 человек (6 домохозяйств)[8]
- 2011 год — 11 человек (6 домохозяйств)[9]. За первое десятилетие XXI века население острова снизилось более чем на 31 %. Для сравнения: за то же время население всех островов Шотландии увеличилось на 4 %[10].

## Флора и фауна

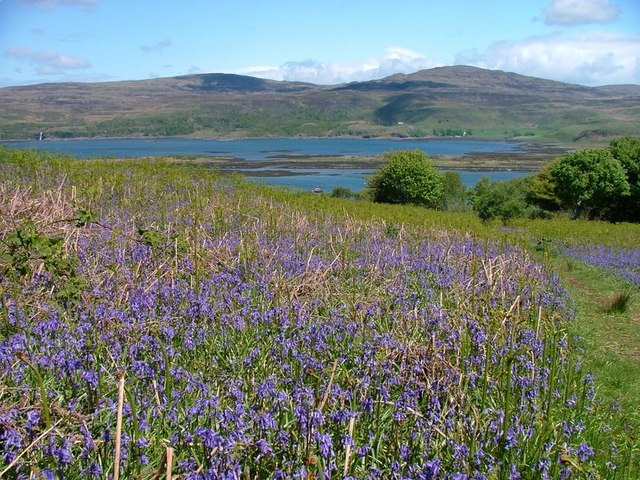
Колокольчики

На острове живёт большое количество птиц, обычных для других шотландских островов: канюки, беркуты, орланы-белохвосты, бекасы, тетерева, фазаны, вальдшнепы и многие другие. Из млекопитающих можно отметить оленей, кроликов, зайцев, выдр, реже встречающихся горностаев и ежей. Ни лисиц, ни волков на острове нет. Также там нет змей, единственная зафиксированная рептилия — веретеница. В окружающих водах часто видны малые полосатики Минке, морские свиньи, дельфины и гринды. В 1966, 1987 и 1991 годах были зафиксированы случаи выбрасывания китов на берег, причём в 1991 году это сделали два кита одновременно. Описано более 500 видов растений, особенно распространены папоротники, колокольчики, орхидеи, росянки, гвоздики.

## Здания и сооружения

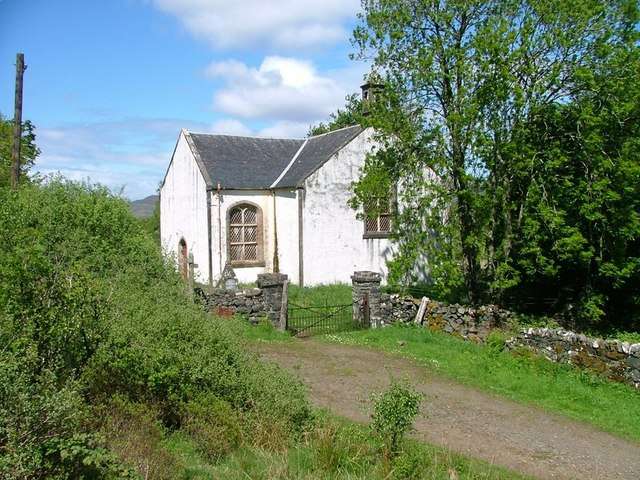
Церковь

Большинство зданий острова были выстроены сотни лет назад, поэтому от них ныне остались лишь руины (например, здесь жил дед известного исследователя Африки Давида Ливингстона). Тем не менее:
- Церковь — построена в 1827—1828 годах, архитектор Томас Телфорд, стоимость работ составила 1495 фунтов стерлингов, 14 шиллингов и 1 пенни. Отреставрирована и перестроена в 1950-х годах: теперь там не только собственно церковь, но и общественный центр[12].
- Дом Шейлы — Шейла Макфадьен, доярка, жившая в этом доме, крытом соломой, с начала 1900-х до начала 1950-х годов. Рано лишившись сына-кормильца, она несколько десятилетий добывала себе на кусок хлеба, собирая и продавая литорин. Ныне Дом является музеем — обе комнаты, мебель в них, предметы быта поддерживаются в порядке, иллюстрируя туристам жизнь обычного островитянина первой половины XX века[13].

## Прочая информация

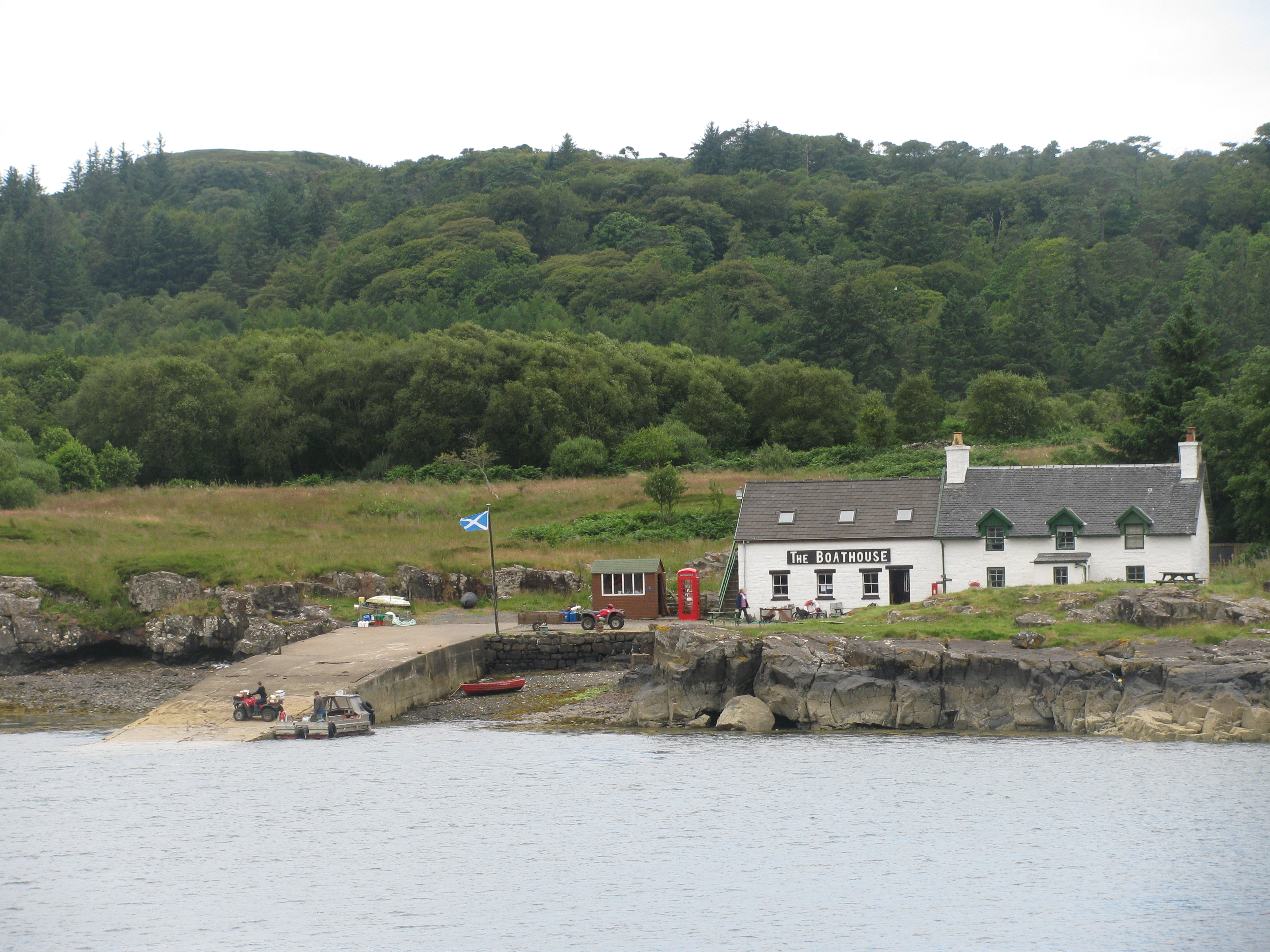
Гостиница-чайная The Boathouse

- На острове нет дорог с твёрдым покрытием и автомобилей, за исключением нескольких квадроциклов и тракторов.
- На острове для туристов при причале выстроен ресторан-чайная, а гостиницы нет. Гости острова могут арендовать маленькие отдельные домики-бытовки.

## Остров Алва в искусстве
- Остров был воспет в поэме Вальтера Скотта «Лорд Островов» (1815)[3]:

And Ulva dark, and Colonsay,

And all the group of islets gay

That guard famed Staffa round
- Остров посещали герои романа Жюля Верна «Зелёный луч» (1882):

В шесть часов вечера все собрались на вершине холма Аббата, откуда отчетливо были видны окрестности. На востоке возвышались скалы острова Малл, на севере — островок Святого Стаффа выступал из воды, словно панцирь гигантской черепахи, выброшенной прибоем на мель. Позади него виднелись острова Элва и Гометра, они сливались вместе, образуя как бы один большой остров. На западе и юго-западе расстилалось безбрежное море.
— Жюль Верн. «Зелёный луч», гл. 16
- В посвящении детской повести Беатрис Поттер «Сказка о лисе мистере Тоде»[англ.] (1912) сказано: FOR FRANCIS WILLIAM OF ULVA — SOMEDAY! Интересно, что два главных героя этой книги — лиса и барсук, но ни тот ни другой на острове не обитают. Вообще, Поттер часто бывала на острове и черпала здесь вдохновение для своих книг[6].